# Эффект пограничного слоя
Эффект пограничного слоя - явление, наблюдаемое в уравнениях с малым параметром.
Заключается в том, что в небольшой окрестности границы области решение испытывает гораздо бо́льшие изменения, чем в остальной области. Простейшим примером может служить решение уравнения с малым параметром {\displaystyle \epsilon dy/dx+y=0} на отрезке {\displaystyle [0,1]}, где {\displaystyle \epsilon <<1}, с граничными условиями {\displaystyle y(0)=0,y(1)=1}. Как нетрудно видеть, оно резко меняется от 0 до почти 1 на малой окрестности 0, после чего практически не меняется.
Эффект проявляется и при решении более сложных задач. Одним из примеров проявления эффекта на задачах вычисления функции тока являются направленные на север течения Гольфстрим и Куро-Сиво, локализованные вдоль западных границ Атлантического и Тихого океанов, а также их аналоги в других местах Мирового океана.
При численном решении уравнений с малым параметром из-за наличия эффекта для соответствующей точности приходится в районе пограничного слоя делать сгущение сетки.